# چشم‌انداز فرهنگی گدئو
چشم‌انداز فرهنگی گدئو (انگلیسی: Gedeo Cultural Landscape) ناحیه‌ای در منطقه گدئو است که بخشی از استان جنوبی اتیوپی در جنوب‌مرکز اتیوپی می‌باشد. این منطقه در امتداد شیب شرقی گسل اصلی اتیوپی قرار دارد و ارتفاع آن از ۱٬۳۰۷ تا بالاتر از سطح دریا متغیر است. منطقه خانه حدود ۲۵۰٬۰۰۰ نفر از قوم گدئو است. این منطقه که پر از جنگل‌های مقدس و بناهای سنگی بزرگ است، هزاران سال است که خانه مردم گدئو بوده است. مردم گدئو در این منطقه به دارکشت‌ورزی سنتی مشغول هستند. به‌دلیل این شیوه‌های سنتی، تاریخ طولانی سکونت و اهمیت فرهنگی این منطقه، چشم‌انداز فرهنگی گدئو در سال ۲۰۲۳ در فهرست میراث جهانی به ثبت رسید.

## تاریخ
منطقه گدئو هزاران سال است که مسکونی بوده است؛ شواهد سکونت به دوران دوران نوسنگی بازمی‌گردد. هزاران بنای سنگی (سنگ یادبود) در حدود ۱۰۰ سایت مختلف در سراسر این چشم‌انداز شناسایی شده‌اند. بزرگ‌ترین این استلاها حدود ۸ متر ارتفاع و ۱ متر قطر دارند و تصاویری انسان‌نما و تناسلی بر روی آن‌ها حک شده است. همچنین چندین محل دفن و یک شهر مردگان کشف شده است و نقوش حکاکی شده بر روی سنگ‌ها نیز رایج هستند.
اولین بررسی‌های باستان‌شناسی اروپایی در این منطقه در دهه‌های ۱۹۲۰ و ۱۹۳۰ انجام شد.

## کشاورزی جنگلی
فعالیت‌های آتشفشانی در دوران میوسن و کواترنری و وجود رودخانه‌های آلیویال، این منطقه را بسیار حاصلخیز کرده است. بیش از ۹۰٪ از مساحت منطقه گدئو با کشاورزی جنگلی پوشیده شده است و محصولات اصلی کشاورزی شامل موز اتیوپی و قهوه هستند. مزارع به صورت عمودی طبقه‌بندی شده‌اند، به طوری که گیاهان انست و قهوه زیر درختان بومی بالغ کشت می‌شوند. سبزیجات ریشه‌ای مانند کاساوا و حبوبات نیز زیر محصولات اصلی کشت می‌شوند. برای جلوگیری از اثرات منفی فرسایش در زمین‌های پله‌ای، تقریباً هیچ‌گونه شخم‌زنی انجام نمی‌شود و مزارع اغلب در محل‌هایی که کشت می‌شود، چرخش دارند، به طوری که برخی از مناطق به حالت آیش باقی می‌مانند.
دانش فرهنگی در زمینه مدیریت و حفاظت از سیستم کشاورزی جنگلی از آداب و اعتقادات مردم گدئو نشأت می‌گیرد و منجر به یک رابطه متقابل انسان و محیط زیست شده است. این منطقه دارای چندین جنگل مقدس است که برداشت از آن‌ها ممنوع است.
پنجاه گونه مختلف از گیاهان چوبی بومی در این مزارع سنتی شناسایی شده‌اند که ۲۲ مورد از آن‌ها از نظر حفاظت اهمیت ویژه‌ای دارند. رایج‌ترین گیاهان بومی شامل ساقه‌خونی‌ها و Cordia africana هستند و گیلاس آفریقایی نیز در این جنگل‌ها رشد می‌کند.